# Rhipicephalus muhsamae
Rhipicephalus muhsamae är en fästingart som beskrevs av Francisque Morel och Vassiliades 1965. Rhipicephalus muhsamae ingår i släktet Rhipicephalus och familjen hårda fästingar. Inga underarter finns listade i Catalogue of Life.